# 고쇼미촌
고쇼미촌(일본어: 御所見村)은 일본 가나가와현 고자군에 소속되었던 촌이다. 현재의 후지사와시의 북서부에 해당한다.

## 역사
- 1889년 4월 1일 - 정촌제 시행에 의해 고자군 고쇼미촌이 성립하였다.
- 1955년 4월 5일 - 후지사와시에 편입되었다.

## 참고 문헌
- 角川日本地名大辞典編纂委員会,『角川日本地名大辞典 神奈川県』1984, 角川書店